# Strilkove

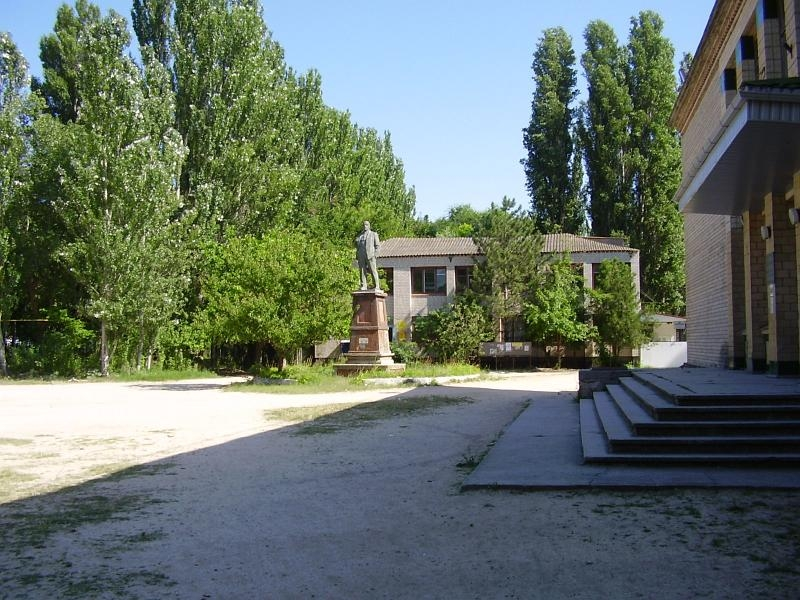
Plaza central de la ciudad.

Strilkove o Strelkóvoye (en ucraniano Стрілкове, en ruso Стрелковое, en tártaro de Crimea: Çoqraq) es una ciudad ucraniana perteneciente al raión de Genichesk del óblast de Jersón de Ucrania, en la parte sur del país. La población estimada es de 1 372 habitantes (2001) y es de mayoría de rusohablante. Se ubica cerca de la frontera con la República Autónoma de Crimea de Ucrania o República de Crimea de Rusia desde 2014.

## Geografía
El pueblo se encuentra en la parte norte de la península de Crimea, más precisamente en la flecha de Arabat, a 8 kilómetros al norte de la frontera con la República Autónoma de Crimea, entre el mar de Azov, al este, y el mar de Syvach al oeste; y a 32 kilómetros de la ciudad de Genichesk.

## Historia
La localidad fue fundada en 1835 con el nombre de Çoqraq o Chokrak (Чокрак).
Durante la crisis de Crimea de 2014, el 15 de marzo, algunas Tropas Aerotransportadas de Rusia avanzaron sobre el pueblo.
Los habitantes de la localidad decidieron el 31 de marzo tras una reunión desplazar la frontera con Ucrania para formar parte de Rusia. El jefe del consejo del pueblo fue acusado de «abuso de poder» y fue llevado ante la oficina local del Servicio de Seguridad de Ucrania, donde explicó que en realidad pretendían crear una «zona neutral» entre ambos países. El 9 de diciembre de 2014, los guardias fronterizos de Ucrania informaron que las tropas rusas comenzaron a retirarse del sur del Óblast de Jersón, poniendo fin a la ocupación de 9 meses.